# Edgar Winter
Edgar Winter, (Beaumont, 1946. december 28. –) amerikai multiinstrumentalista zenész. Billentyűs, szaxofononos, ütőhangszerekes, énekes. Johnny Winter néhai bluesénekes, gitáros testvére.

## Pályafutása
Edgar Winter, egy ültetvénytulajdonos fia albinizmussal született, akárcsak bátyja, Johnny Winter, aki két évvel volt nála idősebb. Elsősorban szaxofononos, de gyakran zongorázik, billentyűs hangszereken és dobokon is játszik, valamint különféle elektronikus segédeszközökön, például és dobgépeken is. Zeneileg a bluesban és a blues rockban egyaránt otthonosan mozog.
Edgar Winter első albuma, az Entrance 1970-ben jelent meg, és a kritikusok és a közönség jól fogadta. Az Edgar Winter Grouppal a „Frankenstein” című sláger (1973-ban az amerikai slágerlisták 1. helyére került. A szám a 39. helyet érte el a német kislemezlistán.
A „They Only Come Out At Night album” 1973-ban a 3. helyet érte el, és összesen 80 hétig maradt az albumlistákon. 1973-ban arany, 1986-ban dupla platina lemez lett.
A két testvér, Edgar és Johnny gyakran együtt játszott. Edgar számos filmhez, a tévéknek és reklámhoz írtak zenét.
Edgar Winter számos neves kollégával dolgozott stúdióalbumokon és koncertturnékon is − köztük volt Todd Rundgren, Meat Loaf, Bruce Willis, Ringo Starr, Eddie Van Halen, Willie Nelson, Jackson Browne, Leon Russell, Rick Derringer, Joe Satriani, Steve Lukather, Slash, és Tina Turner.
Edgar Winter Beverly Hillsben él.

## Albumok
- 1979: The Edgar Winter Album
- 1981: Standing On Rock
- 1986: Mission Earth
- 1994: Not a Kid Anymore
- 1996: The Real Deal
- 1999: Winter Blues
- 2002: Edgar Winter – The Best Of
- 2003: Live At The Galaxy
- 2004: Jazzin’ The Blues
- 2006: The Better Deal
- 2008: Rebel Road
- 2014: The Essential Edgar Winter
- 2022: Brother Johnny

## Fordítás
Ez a szócikk részben vagy egészben  az   Edgar Winter című német Wikipédia-szócikk ezen változatának fordításán alapul.  Az eredeti cikk szerkesztőit annak laptörténete sorolja fel. Ez a jelzés csupán a megfogalmazás eredetét és a szerzői jogokat jelzi, nem szolgál a cikkben szereplő információk forrásmegjelöléseként.